# Emblème du Sri Lanka
L'emblème du Sri Lanka fut  adoptée dans sa version actuelle en 1948, au moment de l'indépendance du pays.
Dans la partie centrale, on peut voir un lion d'or portant une épée, à l'intérieur d'un cercle de gueules avec une bordure composée de pétales de fleur de lotus dorés. Les pétales de lotus sont entourés d'une couronne d'épis de riz qui grandissent dans un récipient situé dans la partie inférieure du blason. Aux côtés de ce récipient, sont représentés, sous forme de visage, la Lune et le Soleil qui sont des symboles de longévité. 
Dans la partie supérieure du blason figure le Dharmachakra, la "Roue du devoir" qui est un symbole bouddhiste.
Le lion avec l'épée est également représenté dans le drapeau national, il s'agit du symbole adopté dans l'étendard de l'ancien Royaume de Kandy.

## Liste des emblèmes de Ceylan et du Sri Lanka
| Blason | Description                              | Période   |
| ------ | ---------------------------------------- | --------- |
|        | Blason du Ceylan portugais               | 1505–1658 |
|        | Blason du Ceylan néerlandais             | 1602–1796 |
|        | Premier sceau du Ceylan britannique      | 1802-1875 |
|        | Deuxième sceau du Ceylan britannique     | 1875-1948 |
|        | Sceau utilisé pour le Dominion de Ceylan | 1948-1954 |
|        | Blason du Dominion de Ceylan             | 1952–1972 |
|        | Blason du Sri Lanka                      | 1972      |